# 白滝幾之助
白滝 幾之助（しらたき いくのすけ、1873年〈明治6年〉3月17日 - 1960年〈昭和35年〉11月25日）は、兵庫県出身の日本の洋画家。作風は写実的作品を発表し続けた。

## 来歴
1873年（明治6年）3月17日、但馬国豊岡県朝来郡（現・兵庫県朝来市）生野奥銀谷町に生まれる。幼少時に父を亡くし、女手一つで育てられた。
1890年（明治23年）、17歳時に鉱山技師を目指して上京、築地の工手学校に入学。1894年（明治27年）、第4回内国勧業博覧会にて「待ち遠し」が入選。褒状を受け有栖川官家に買い上げ。1896年（明治29年）、下宿先で同居していた同郷の和田三造に誘われて山本芳翠の生巧館画塾に入る。後に生巧館画塾が黒田清輝に譲られ、天心道場となった後は黒田清輝に師事。同年東京美術学校西洋画科に入学。1897年（明治31年）、東京美術学校卒業。同年白馬会展に「稽古」を出品。この出品作は国民新聞に掲載された。
1903年（明治36年）、学習院女子部の築地水交社発卯園遊会で発表される公演の背景画として山本芳翠が下岡蓮杖に依頼した依頼画の制作に幾之助も参加した。この依頼は依頼主である山本芳翠、下岡蓮杖のほか和田三造、北蓮蔵、玉置金司、湯浅一郎などが手伝った。
1905年（明治38年）、絵画勉学のためアメリカ合衆国に渡り、更にその後イギリスのロンドン、フランスのパリを巡る。留学中に肖像画に興味を覚え、後の作風に反映された。イギリス在留中の1908年（明治41年）に三井物産ロンドン支店長、三井財閥・室町三井家第11代当主の三井高精と知り合う。2人の交流は長く続き、高精が現役を退いて隠居した後、大正末期頃から蒐集を始め、1940年（昭和15年）11月21日より麹町の自宅敷地内で一般公開した日本人・外国人画家の作品約200点を集めた洋画コレクションである三井コレクションを完成させる際にも白滝が協力している。
1911年（明治44年）帰国。同年第5回文展に出品した「老人肖像」「裁縫」の2点が褒状を得る。
1913年（大正2年）、日本水彩画会創立に際し発起者37名に名を連ねる。
1920年（大正9年）、第2回帝展に「芍薬」「コンデル博士の像」を出品。この年より帝展審査員をしばしば務めるようになり、以後出品作品が無監査となる。1936年（昭和11年）4月、明治神宮外苑聖徳記念絵画館に奉納された日本画・洋画80枚のうちの一点として「ポーツマス講和談判」を奉納。
1952年（昭和27年）、「洋画界に尽くした業績」に対し日本芸術院賞恩賜賞。
1960年（昭和35年）11月25日、脳軟化症のため東京都大田区の自宅で死去。

## 家族
- 父・浜沖之助 ‐ 鉱山師。鉱脈探しに出かけたまま行方不明。[10]
- 母・美代 ‐ 夫失踪後、地元（現・兵庫県朝来市生野）の資産家で酒造業の白滝重右衛門の庇護を受け、子連れで養子縁組し白滝姓となる。[10][11]
- 妻・志保子（汐子） ‐ 間島冬道の三女。1911年結婚。弟に三井銀行常務の間島弟彦。[10][12]
- 次女・須磨 ‐ 長野の資産家・木戸伝一郎の妻。伝一郎の姉の夫にサカタのタネ創業者の坂田武雄[10]

## 作品
| 作品名               | 制作年   | 備考                                         |
| -------------------- | -------- | -------------------------------------------- |
| 「待ち遠し」         | 1894年   | 第4回内国勧業博覧会                          |
| 「編物をする少女」   | 1895年   | 郡山市立美術館蔵                             |
| 「稽古」             | 1897年   | [ 1 ] [ 4 ]                                  |
| 「老人肖像」         | 1911年   | 第5回文展                                    |
| 「裁縫」             | 1911年   | 第5回文展                                    |
| 「羽衣」             | 1913年   | 但陽信用金庫蔵                               |
| 「野村氏の像」       | 1914年   | 第8回文展                                    |
| 「撫子」             | 1915年   | 第1回帝展                                    |
| 「収獲」             | 1915年   | 第1回帝展                                    |
| 「某氏の像」         | 1915年   | 第1回帝展                                    |
| 「ハリス氏像」       | 1919年   | 第1回帝展                                    |
| 「芍薬」             | 1920年   | 第2回帝展                                    |
| 「コンデル博士の像」 | 1920年   | 第2回帝展                                    |
| 「吉野の朝」         | 1921年   | 東京国立近代美術館蔵                         |
| 「マンドリーヌ」     | 1928年   | 第9回帝展                                    |
| 「松翁氏の像」       | 1931年   | 第12回帝展                                   |
| 「朝霧」             | 1933年   | 第14回帝展                                   |
| 「富士」             | 1940年   | 奉祝展                                       |
| 「ミス・ムラタの像」 | 1948年   | 第4回日展                                    |
| 「鶏舎」             | 1953年   | 第9回日展                                    |
| 「犀川の秋」         | 不明     | 東京国立近代美術館蔵                         |
| 「習作」             | 不明     | 東京国立近代美術館蔵                         |
| 「バンヂー」         | 不明     | 東京国立近代美術館蔵                         |
| 「自画像」           | 不明     | [ 18 ]                                       |
| 「米山梅吉肖像画」   | 1930年頃 | 米山梅吉記念館蔵                             |
| 「京都の舞妓」       | 不明     | [ 18 ]                                       |
| 「間島君旌徳碑」     | 不明     | 白滝幾之助画、石井玉泉刻、鎌倉市立御成小学校 |

### 出版物
単著
- 白瀧幾之助『白瀧幾之助はがき』自費出版、1936年12月。 NCID BA58340744。 - 東京市大森區田園調布より奥瀬英三（浦和市鹿島台） 宛 印刷年賀状

共著
- 和田英作、石井柏亭、森田恒友、中沢弘光、石川欽一郎、板倉賛治、高村眞夫、白瀧幾之助、藤島武二、丸山晩霞『正則洋画講義』日本美術学院。 NCID BA7131246X。 - 以下は「油絵講義 / 白瀧幾之助」の該当箇所
  - 第3號 pp. 1-16
  - 第4號 pp. 17-32
  - 第5號 pp. 33-48
  - 第6號 pp. 49-64
  - 第7號 pp. 65-80
  - 第9號 pp. 81-96
  - 第10號 pp. 97-112
- 和田英作、石井柏亭、白瀧幾之助『木炭畫講義 . 風景畫講義 . 油繪講義』日本美術学院。 NCID BA6234688X。
- 神戸新聞社 編『白滝幾之助・和田三造・青山熊治（ドイツ語版）展―兵庫が生んだ近代洋画の先駆者』加古川総合文化センター、1985年。国立国会図書館サーチ：R100000002-I000002355426。

他著（研究論文含む）
- 平瀬礼太「白瀧幾之助 文献再録」（PDF）『姫路市立美術館 研究紀要』第11号、姫路市立美術館、2010年、1-15頁、2022年3月10日閲覧。
- 阿部亜紀「永井荷風著『ふらんす物語』と白瀧幾之助の関係－「再会」の章を中心に－」日本伝統文化学会、第2号、2021年
- 阿部亜紀「「白瀧幾之助写真群」について」『生活造形（京都女子大学生活造形）』第66号、京都女子大学生活造形学科、2021年2月12日、hdl:11173/3116。NCID AN10465584。国立国会図書館サーチ：R000000004-I031507283。
- 阿部亜紀「昭和初期の新品種を描いた静物画 : 白瀧幾之助が描いた花を通して」『デザイン理論』第79号、大阪大学学術情報庫、2021年5月8日、46-47頁、hdl:11094/86306。NCID AN00006762。ISSN 09101578。 - 例会発表要旨第245回 意匠学会研究例会 オンライン開催（京都女子大学） 2022年1月31日発行
- 阿部亜紀「白瀧幾之助の画業再考－肖像画家としての位置付け－」『生活造形』第67号、京都女子大学、2022年2月